# 고래를 찾는 자전거
고래를 찾는 자전거는 2011년 공개된 대한민국의 영화이다.

## 배역
- 이문식 : 조덕수 역
- 박지빈 : 고은철 역
- 이슬기 : 고은하 역
- 김여진 : 언양댁 역
- 권범택 : 백 형사 역
- 이채영 : 영채 역
- 최성민 : 대길 역
- 강성필 : 장두칠 역
- 금동현 : 장선주 역